# Pandur II
A Pandur II 6x6 e 8x8 é uma família de viaturas de transporte blindadas desenvolvida pela empresa austríaca, Steyr-Daimler-Puch, uma nova variante da Pandur. Em novembro de 2003, a General Dynamics ficou com o controlo da Steyr-Daimler-Puch, que faz parte da General Dynamics European Land Combat Systems, juntamente com a MOWAG da Suíça e General Dynamics, Santa Bárbara Sistemas (GDSBS) de Espanha.
Esta viatura começou a ser fabricada em Portugal a partir de 2007.
Outras versões da Pandur II 6x6 e 8x8 incluem uma configuração para uma viatura de comando, uma viatura blindada anfíbia, um carregador de um sistema antitanque teleguiado, um posto de observação avançado, uma ambulância de campo e uma viatura de treino.
A Pandur II tem ainda a possibilidade de ser transportada por via aérea pelos C-130, C-160, An-12, An-70 e A400M.

## Versões
A Pandur II possui duas configurações distintas: com tracção a seis rodas (6x6) ou a oito (8x8).
Por outro lado, a Steyr desenvolveu um grande número de versões especializadas. No caso do Exército Português e Corpo de Fuzileiros da Armada, serão operadas as seguintes versões (Monteiro, 2005): VBR de Transporte de Tropas; VBR Posto de Comando; VBR Porta-morteiro; VBR de Recuperação e Manutenção; VBR com canhão de 105 mm; VBR Ambulância; VBR Anticarro; VBR de Vigilância do Campo de Batalha; VBR Porta Canhão de 30 mm; VBR de Engenharia; VBR de Ponto de Acesso de Rádio/Sistemas de Gestão; VBR Anti-Aérea.

## Operadores

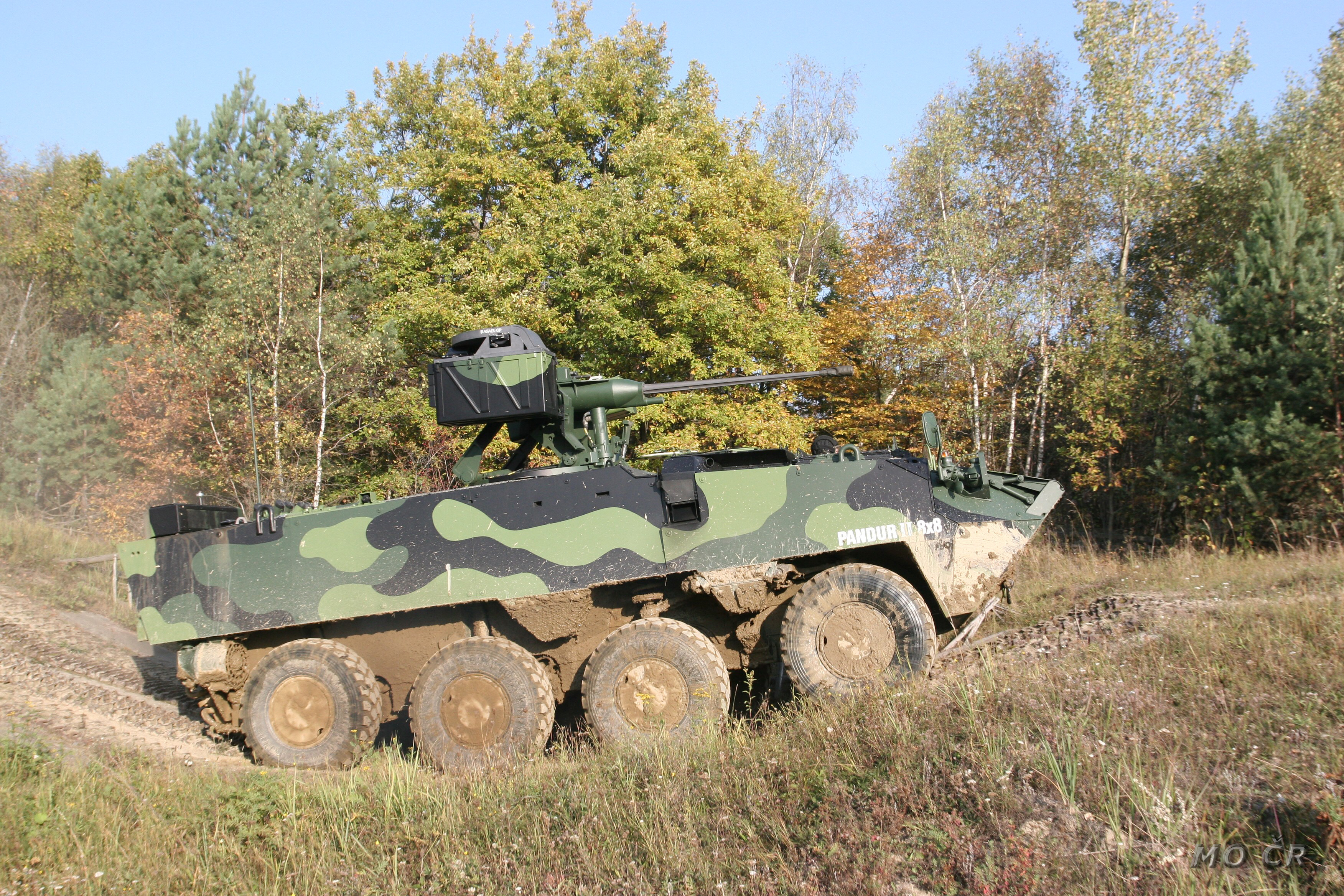
Pandur II - lateral

- Áustria (6x6 e 8x8) - Pandur I e Pandur II
- Bélgica (6x6) - Pandur I
- Eslovénia (6x6) - Pandur I
- EUA (6x6) - Pandur I
- Gabão (6x6) - Pandur I
- Kuwait (6x6) - Pandur I
- Portugal (188 8x8) - Pandur II
- República Checa (199 8x8) - Pandur II

## Características básicas
As VBR têm tracção às oito ou seis rodas, ar condicionado e protecção contra elementos NBQ. No caso das forças armadas portuguesas, terão instaladas alguns sistemas de concepção nacional - caso dos sistemas de comunicações, de intercomunicação e de Comando e Controlo.
| Motor:             | Cummins ISC 350 diesel (280 cv) Versões mais pesadas: Motor de 400 cv |
| Velocidade máxima: | 90 a 100 km/h |
| Autonomia:         | 600 a 700 km |
| Comprimento:       | 7,68 m |
| Largura:           | 2,67 m |
| Altura:            | 2,06 m |
| Peso:              | Dependente da versão Versão com torre de 105 mm: ~ 20 toneladas |
| Guarnição:         | Dependente da versão Versão básica (6x6): 3 tripulantes + 9 Versão básica (8x8): 3 tripulantes + 11 militares                                                                                |
| Armamento:         | Dependente da versão - Canhão de 105 mm - Canhão de 25 mm - Canhão de 12,7 mm exterior e com comando interior - Míssil anti-tanque - Morteiro de 120 mm                                      |
| Protecção:         | - Protecção contra minas (estrutura e componentes especiais, pavimento duplo, cadeiras com protecção anti-minas) - Protecção Nuclear, Biológica e Química (filtração de ar, máscaras de gás) |